# Sofie Letitre
 (mai 2020).
Si vous disposez d'ouvrages ou d'articles de référence ou si vous connaissez des sites web de qualité traitant du thème abordé ici, merci de compléter l'article en donnant les références utiles à sa vérifiabilité et en les liant à la section « Notes et références ».
Sofie Letitre est une auteure-compositrice-interprète néerlandaise qui s'illustre dans la musique électronique.

## Biographie
Née à Zwolle, elle a grandi en Équateur et au Mozambique (à Maputo), avant de revenir aux Pays-Bas, où elle a commencé à écrire des chansons à l’âge de 16 ans, avant de former un groupe 5 ans plus tard.
Admiratrice  de Radiohead, elle commença sa carrière avec un album solo, Back where we come from avant d’enchaîner, trois ans plus tard, avec un EP intitulé Uncanny Valley.
Professionnellement, elle et très liée à Noisia (elle est chez leur label, Division Recordings), Cees Bruinsma et Ferdy van der Singel.
Un de ses thèmes d'inspiration est la vallée dérangeante, théorie du roboticien japonais Masahiro Mori.
Sofie Letitre a étudié la psychologie à la Rijksuniversiteit de Groningen, profession qu'elle exerce actuellement.
Des sites musicaux comme UKE ou Kindamuzik l’ont couverte d’éloges.

## Discographie

### Album
- 2012 : Back Where We Come From

### EP
- 2015 : Uncanny Valley
- 2016 : Take to Heels

### Clips
- Home
- Elevate
- Mistake